# Chi Hông
Chi Hông hay chi Phao đồng (bao đồng, bào đồng) (danh pháp khoa học: Paulownia) là một chi của khoảng 6–7 loài (phụ thuộc vào tác giả phân loại) thực vật trong họ một chi là họ Hông (Paulowniaceae), có họ hàng gần và trước đây từng được đặt trong họ Huyền sâm (Scrophulariaceae). Chúng là bản địa của bán đảo Triều Tiên, Trung Quốc (tên gọi trong tiếng Trung là 泡桐/pào tóng), kéo dài về phía nam tới Bangladesh, Myanmar, miền bắc Lào và Việt Nam, nhưng đã từ lâu được gieo trồng tại các khu vực khác của Đông Á, đáng chú ý là Nhật Bản, Triều Tiên, cũng như tại châu Âu (Pháp, Anh, Áo, Italia, Czech, Slovakia), đông nam và tây bắc Hoa Kỳ và Trung Á (Turkmenistan, Uzbekistan). Chúng là các cây thân gỗ có lá sớm rụng, cao 10–25 m, với các lá to, bản rộng tới 15–40 cm, mọc thành cặp đối trên cành. Chúng ra hoa vào đầu mùa xuân, thành các chùy hoa dài 10–30 cm, với tràng hoa hình ống màu tía, tương tự như hoa của mao địa hoàng (Digitalis). Quả là loại quả nang khô, chứa hàng nghìn hạt nhỏ.
Tên gọi khoa học của chi này được đặt theo tên của Hoàng hậu Anna Pavlovna của Hà Lan (1795 – 1865), con gái của Nga hoàng Pavel I, ban đầu viết là Pavlovnia, nhưng hiện nay thường viết là Paulownia.

## Các loài
Dưới đây liệt kê các loài được Plants of the World Online và The Plant List công nhận.
- Paulownia catalpifolia: bào đồng lá thu
- Paulownia elongata
- Paulownia fargesii: bào đồng Tứ Xuyên, bông lơn, hông hoa hường.
- Paulownia fortunei (đồng nghĩa: P. duclouxii, P. longifolia, P. meridionalis. P. mikado): hông hoa trắng, chõ xôi, bông lơn fortune, hông hoa dài, hông Quảng Đông, hông Đông Dương, hông Đài Loan.
- Paulownia kawakamii (đồng nghĩa: P. ehderiana, P. thyrsoidea, P. viscosa): bào đồng Đài Loan, hông Đài Loan, hông Phúc Kiến, hông Quảng Tây.
- Paulownia tomentosa (đồng nghĩa: P. coreana, P. glabrata, P. grandifolia, P. imperialis, P. lilacina, P. recurva, P. tomentosa var. glabrata, P. tomentosa var. japonica, P. tomentosa var. lanata, P. tomentosa var. tomentosa, P. tomentosa f. virginea): hông lông, hông hoa lớn, hông hoàng gia, hông Triều Tiên, hông Hồ Bắc.
  - Paulownia tomentosa var. tsinlingensis (đồng nghĩa: P. kawakamii var. tsinlingensis, P. fortunei var. tsinlingensis, P. shensiensis): hông Thiểm Tây.

### Lai ghép
- Paulownia × henanensis = P. catalpifolia × P. tomentosa (lai ghép nhân tạo): hông Hải Nam
- Paulownia × taiwaniana (đồng nghĩa: P. × australis): hông Đài Loan, hông phương nam.

## Sử dụng
Hông hoa trắng (Paulownia fortunei) là cây gỗ lớn nhanh, có thể trồng ở quy mô thương mại để sản xuất các loại gỗ nặng. Hông lông (Paulownia tomentosa) được liệt kê như là loài xâm hại tại khu vực đông nam Hoa Kỳ, trước đó đã được đưa vào đây như là một loại cây cảnh vì có hoa đẹp.
Chúng là phổ biến tại quê hương bản địa của nó - Trung Quốc - để tái trồng rừng, trồng ven đường và làm cây cảnh. Chúng sinh trưởng tốt trên nhiều loại đất, đáng chú ý là cả trên đất nghèo dinh dưỡng, nhưng cần nhiều ánh sáng và không ưa ẩm. Gỗ của chi Paulownia là dạng gỗ màu hơi trắng nhạt với các thớ thẳng. Các đặc trưng như kháng mục nát và điểm bắt lửa rất cao đảm bảo cho sự phổ biến của gỗ hông trên thị trường thế giới. Các loại hông trồng trong các đồn điền nói chung có các vòng tăng trưởng cách quãng lớn và vì thế ít có giá trị hơn. Gỗ hông là quan trọng tại Trung Quốc, Triều Tiên và Nhật Bản để làm các miếng gỗ tăng âm cho các loại nhạc cụ bộ dây, chẳng hạn như cổ tranh, koto và gayaegum.
Thử nghiệm do CSIRO tiến hành tại Úc cho thấy gỗ hông rất hấp dẫn với mọt gỗ. Các loài hông cũng bị ấu trùng của một số côn trùng thuộc bộ Cánh vẩy (Lepidoptera) phá hại, chẳng hạn như Endoclita excrescens.
Các loài hông được biết đến tại Nhật Bản như là kiri (桐), đặc biệt được dùng để chỉ P. tomentosa; nó còn được gọi là "cây công chúa". Trước đây, tại Nhật Bản có tập quán trồng một cây hông khi một đứa trẻ gái ra đời, và sau này người ta dùng gỗ của nó để đóng chạn bát đĩa để làm quà cưới cho người con gái đó khi cô ta đi lấy chồng. Nó cũng là biểu tượng cho chính phủ Nhật Bản (so với hoa cúc (Chrysanthemum spp.) là biểu tượng của Hoàng gia Nhật Bản). Nó là một trong các hoa của hanafuda (một kiểu bài lá Nhật Bản), gắn liền với tháng 12. Japan: An Illustrated Encyclopedia (trang 1189; Tokyo: Kodansha, 1993. ISBN 4069310983) viết rằng:
Gỗ hông rất nhẹ, thớ đẹp, mềm, không cong vênh và được sử dụng để làm tủ, hộp và guốc (geta). Gỗ cũng được đốt để sản xuất than củi cho nghề vẽ và bột cho pháo bông, vỏ được làm thành thuốc nhuộm, còn lá được sử dụng để điều chế thuốc trừ sâu.